# Este Tempo
Pour plus de détails, voir Fiche technique et Distribution.
Este Tempo (Tempos Difíceis) est un film portugais réalisé par João Botelho, sorti en 1988.

## Synopsis
Dans une ville fictive des années 1980, riches et pauvres cohabitent.

## Fiche technique
- Titre : Este Tempo
- Titre original : Tempos Difíceis
- Réalisation : João Botelho
- Scénario : João Botelho d'après le roman Les Temps difficiles de Charles Dickens
- Musique : António Pinho Vargas
- Photographie : Elso Roque
- Montage : João Botelho
- Production : João Botelho
- Société de production : Artificial Eye
- Pays :  Portugal et  Royaume-Uni
- Genre : Drame
- Durée : 90 minutes
- Dates de sortie : 
  -  Portugal : 30 septembre 1988
  -  France : 7 juin 1989

## Distribution
- Henrique Viana : José Grandela
- Júlia Britton : Luisa Cremalheira
- Eunice Muñoz : Mme Vilaverde
- Ruy Furtado : Tomaz Cremalheira
- Isabel de Castro : Teresa Cremalheira
- Joaquim Mendes : Sebastião
- Isabel Ruth : la femme de Sebastião
- Lia Gama : Raquel
- Inês de Medeiros : Cecilia
- Luis Estrela : Tomazinho Cremalheira
- Pedro Cabrita-Reis : Júlio Vaz Simões
- Pedro Hestnes : Bastos

## Distinctions
Le film a reçu le prix FIPRESCI à la Mostra de Venise 1988 pour la section Compétition officielle.